# Luis Guevara Mora
Luis Ricardo Guevara Mora (né le 2 septembre 1961 à San Salvador au Salvador) est un joueur de football international salvadorien qui évoluait au poste de gardien de but, avant de devenir ensuite entraîneur.

## Biographie

### Carrière de joueur

#### Carrière en club
Luis Guevara Mora joue au Salvador, aux États-Unis, et au Guatemala.
Il remporte au cours de sa carrière un titre de champion du Guatemala et trois titre de champion du Salvador.

#### Carrière en sélection
Luis Guevara Mora reçoit 43 sélections en équipe du Salvador entre 1979 et 1996, encaissant un total de 52 buts.
Il dispute sept matchs rentrant dans le cadre des éliminatoires du mondial 1982, un match comptant pour les éliminatoires du mondial 1986, trois matchs lors des éliminatoires du mondial 1990, et enfin deux matchs lors des éliminatoires du mondial 1994.
Il figure dans le groupe des sélectionnés lors de la Coupe du monde de 1982. Lors du mondial organisé en Espagne, il joue les trois matchs disputés par son équipe. Il joue à cet effet contre la Hongrie, la Belgique, et l'Argentine.

## Palmarès
| Aurora - Championnat du Guatemala (1) : - Champion : 1992-93. |

| Alianza - Championnat du Salvador (2) : - Champion : 1996-97 et 1998 (Ouverture). - Copa Interclubes UNCAF (1) : - Vainqueur : 1997. |  | San Salvador FC - Championnat du Salvador (1) : - Champion : 2003 (Clôture). |